# Congresul Confederației
Congresul Confederației, conform originalului, [The] Congress of the Confederation, ori [the] United States in Congress Assembled, a fost cea de-a treia entitate care a guvernat Statele Unite ale Americii între 1 martie 1781 și 4 martie 1789. A constat din delegați numiți de legislatura statelor, mai exact de către legislaturile celor treisprezece state fondatoare. A fost entitatea imediat succesoare a altei entități conducătoare a Uniunii, a doua, numită oficial Second Continental Congress, Al Doilea Congres Continental. Membri celui de-Al Doilea Congres Continental au preluat automat funcțiile Congresului Confederației atunci când acesta a fost definit de Articolele Confederației. Congresul Confederației a fost urmat de Congresul Statelor Unite ale Americii, actuala entitate legislativă a Statelor Unite, care a funcționat neîntrerupt din 4 martie 1789. 

## Evenimente
Congresul Confederației s-a reunit prima dată la 1 martie 1781, în ultimele stagii ale Revoluției Americane. Luptele au încetat, de fapt, în octombrie al aceluiași an cu predarea britanicilor la încheierea bătăliei de la Yorktown. Deși trupele britanice se predaseră, New York City continua să fie un oraș ocupat, în timp ce Congresul trimise delegații săi la Paris pentru negocierea unui tratat de pace. La 3 septembrie 1783, după semnarea tratatului ce consfințea independența Statelor Unite, războiul se sfârșea oficial dând posibilitatea Congresului să lucreze (teoretic) mult mai bine decât în timpul anilor de conflicte militare, 1775 - 1781. În realitate, deși reușise să aprobe legi importante, așa cum a fost Northwest Ordinance, fără amenințarea continuă a războiului cu Marea Britanie, realizarea majorității simple a prezenței delegațiilor era uneori greu de realizat. 

## Datele și locurile sesiunilor
Primul Congres al Confederației – First Confederation Congress
- 1 martie 1781 – 3 noiembrie 1781, Philadelphia, Pennsylvania

Al Doilea Congres al Confederației – Second Confederation Congress
- 5 noiembrie 1781 – 2 noiembrie 1782, Philadelphia

Al Treilea Congres al Confederației – Third Confederation Congress
- 4 noiembrie 1782 – 21 iunie 1783, Philadelphia
- 30 iunie 1783 – 1 noiembrie 1783, Princeton, New Jersey

Al Patrulea Congres al Confederației – Fourth Confederation Congress
- 3 noiembrie 1783 – 4 noiembrie 1783, Princeton

Al Cincilea Congres al Confederației – Fifth Confederation Congress
- 26 noiembrie 1783 – 3 iunie 1784, Annapolis, Maryland

Al Șaselea Congres al Confederației – Sixth Confederation Congress
- 1 noiembrie 1784 – 24 decembrie 1784, Trenton, New Jersey
- 24 ianuarie 1785 – 4 noiembrie 1785, New York, New York

Al Șaptelea Congres al Confederației – Seventh Confederation Congress
- 7 noiembrie 1785 – 3 noiembrie 1786, New York

Al Optulea Congres al Confederației – Eighth Confederation Congress
- 6 noiembrie 1786 – 30 octombrie, 1787, New York

Al Nouălea Congres al Confederației – Ninth Confederation Congress
- 5 noiembrie 1787 – 21 octombrie 1788, New York

Al Zecelea Congres al Confederației – Tenth Confederation Congress
- 3 noiembrie 1788 – 2 martie 1789, New York